# Mertensiella caucasica
Espèce
Synonymes
- Exaeretus caucasicus Waga, 1876
- Mertensiella caucasica djanaschvilii Tartarashvili & Bakradze, 1989

Statut de conservation UICN

 VU B2ab(ii,iii) : Vulnérable
Mertensiella caucasica, unique représentant du genre Mertensiella, est une espèce d'urodèles de la famille des Salamandridae. 

## Répartition
Cette espèce se rencontre de 400 à 2 800 m d'altitude dans le nord-est de la Turquie et dans l'ouest de la Géorgie.

## Étymologie
Cette espèce est nommée en référence au lieu de sa découverte, le Caucase.

## Publication originale
- Waga, 1876 : Nouvelle espèce de Salamandride. Revue et Magasin de Zoologie Pure et Appliquée, Paris, sér. 3, vol. 4, p. 326-328 (texte intégral).